# Andorra a 2010. évi téli olimpiai játékokon

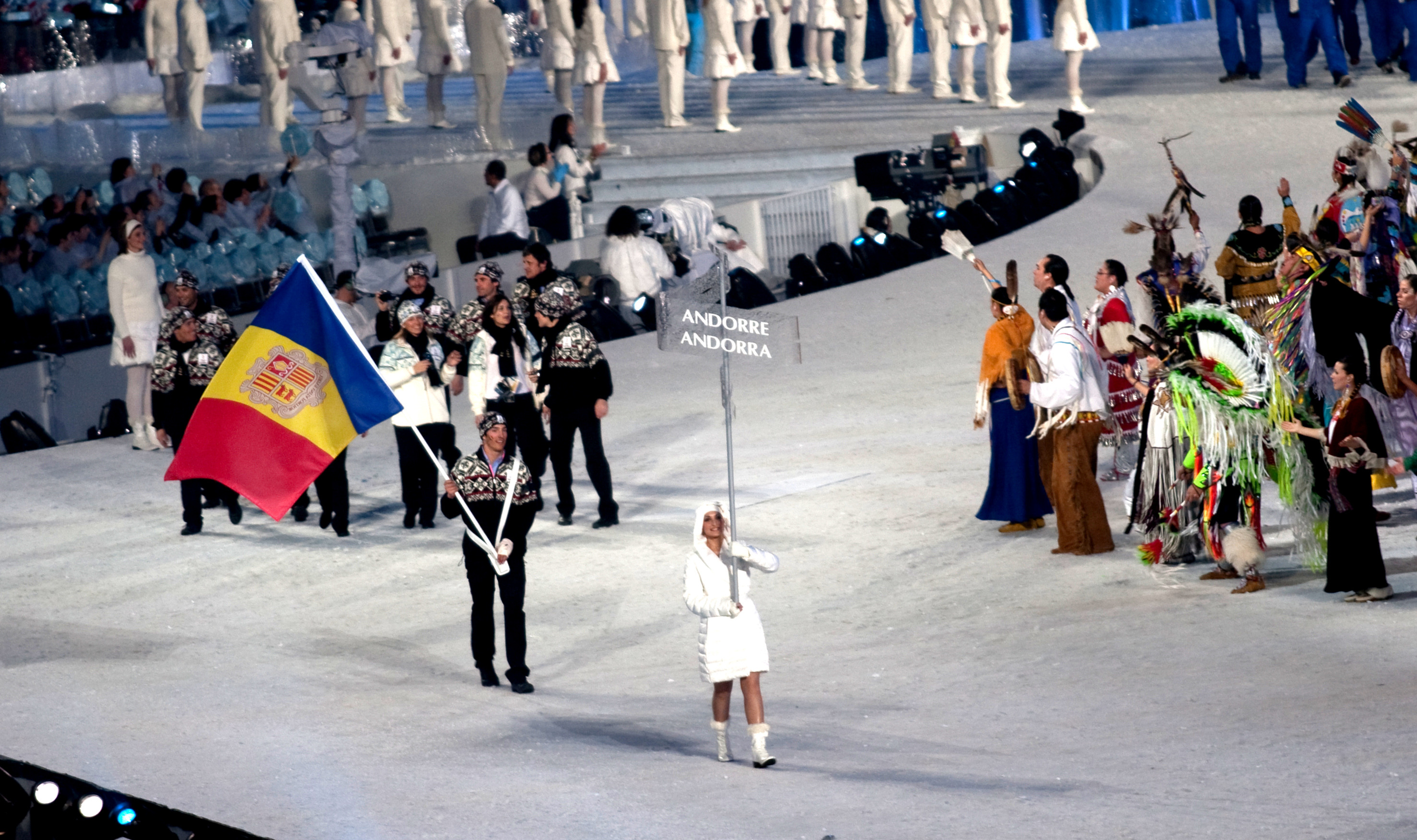
Andorra olimpiai küldöttsége a megnyitón

Andorra a kanadai Vancouverben megrendezett 2010. évi téli olimpiai játékok egyik részt vevő nemzete volt. Az országot az olimpián 3 sportágban 6 sportoló képviselte, akik érmet nem szereztek.

## Alpesisí
Férfi
| Versenyző           | Versenyszám            | 1. futam      | 1. futam      | 2. futam      | 2. futam      | Összesítés | Összesítés |
| Versenyző           | Versenyszám            | Idő           | Hely.         | Idő           | Hely.         | Idő        | Hely.      |
| ------------------- | ---------------------- | ------------- | ------------- | ------------- | ------------- | ---------- | ---------- |
| Kevin Esteve Rigail | Szuperóriás-műlesiklás |               |               |               |               | 1:35,67    | 39.        |
| Kevin Esteve Rigail | Lesiklás               |               |               |               |               | 1:59,61    | 47.        |
| Roger Vidosa        | Lesiklás               |               |               |               |               | 1:59,65    | 48.        |
| Roger Vidosa        | Óriás-műlesiklás       | 1:21,91       | 48.           | nem ért célba | nem ért célba | kiesett    | kiesett    |
| Roger Vidosa        | Szuperóriás-műlesiklás |               |               |               |               | 1:33,65    | 33.        |
| Roger Vidosa        | Műlesiklás             | nem ért célba | nem ért célba | kiesett       | kiesett       | kiesett    | kiesett    |

| Versenyző           | Versenyszám | Lesiklás      | Lesiklás      | Műlesiklás | Műlesiklás | Összesítés | Összesítés |
| Versenyző           | Versenyszám | Idő           | Hely.         | Idő        | Hely.      | Idő        | Helyezés   |
| ------------------- | ----------- | ------------- | ------------- | ---------- | ---------- | ---------- | ---------- |
| Kevin Esteve Rigail | Összetett   | nem ért célba | nem ért célba | kiesett    | kiesett    | kiesett    | kiesett    |
| Roger Vidosa        | Összetett   | 1:57,48       | 38.           | 52,85      | 23.        | 2:50,33    | 25.        |

Női
| Versenyző        | Versenyszám            | 1. futam      | 1. futam      | 2. futam      | 2. futam      | Összesítés | Összesítés |         |         |
| Versenyző        | Versenyszám            | Idő           | Hely.         | Idő           | Hely.         | Idő        | Hely.      |         |         |
| ---------------- | ---------------------- | ------------- | ------------- | ------------- | ------------- | ---------- | ---------- | ------- | ------- |
| Mireia Gutierrez | Lesiklás               |               |               |               |               | 1:52,87    | 28.        |         |         |
| Mireia Gutierrez | Műlesiklás             | 54,81         | 38.           | nem ért célba | nem ért célba | kiesett    | kiesett    |         |         |
| Mireia Gutierrez | Szuperóriás-műlesiklás |               |               |               |               | kiesett    | kiesett    |         |         |
| Mireia Gutierrez | Óriás-műlesiklás       | 1:20,61       | 43.           | nem ért célba | nem ért célba | kiesett    | kiesett    |         |         |
| Sofie Juarez     | Óriás-műlesiklás       | nem ért célba | nem ért célba | kiesett       | kiesett       | kiesett    | kiesett    | kiesett | kiesett |
| Sofie Juarez     | Műlesiklás             | nem ért célba | nem ért célba | kiesett       | kiesett       | kiesett    | kiesett    | kiesett | kiesett |

| Versenyző        | Versenyszám | Lesiklás | Lesiklás | Műlesiklás | Műlesiklás | Összesítés | Összesítés |
| Versenyző        | Versenyszám | Idő      | Hely.    | Idő        | Hely.      | Idő        | Helyezés   |
| ---------------- | ----------- | -------- | -------- | ---------- | ---------- | ---------- | ---------- |
| Mireia Gutierrez | Összetett   | 1:29,16  | 25.      | 46,51      | 19.        | 2:15,67    | 24.        |

## Sífutás
Férfi
| Versenyző       | Versenyszám | Selejtező | Selejtező | Negyeddöntő | Negyeddöntő | Elődöntő | Elődöntő | Döntő         | Döntő         |
| Versenyző       | Versenyszám | Idő       | Hely.     | Idő         | Hely.       | Idő      | Hely.    | Idő           | Helyezés      |
| --------------- | ----------- | --------- | --------- | ----------- | ----------- | -------- | -------- | ------------- | ------------- |
| Francois Soulie | 15 km       |           |           |             |             |          |          | 38:36,0       | 73.           |
| Francois Soulie | 30 km       |           |           |             |             |          |          | nem ért célba | nem ért célba |
| Francois Soulie | 50 km       |           |           |             |             |          |          | 2:25:00,8     | 47.           |
| Francois Soulie | Sprint      | 3:55.22   | 56.       | kiesett     | kiesett     | kiesett  | kiesett  | kiesett       | 56.           |

## Hódeszka
Snowboard cross
| Versenyző           | Versenyszám | Selejtező | Selejtező | Nyolcaddöntő | Negyeddöntő | Elődöntő | Döntő    | Helyezés |
| Versenyző           | Versenyszám | Idő       | Hely.     | Helyezés     | Helyezés    | Helyezés | Helyezés | Helyezés |
| ------------------- | ----------- | --------- | --------- | ------------ | ----------- | -------- | -------- | -------- |
| Lluis Marin Tarroch | Férfi       | 1:47,36   | 34.       | kiesett      | kiesett     | kiesett  | kiesett  | 34.      |